# Alonso de Meneses y Bravo de Saravia
Alonso de Meneses y Bravo de Saravia (1678 - ?), fue un personaje novoextremeño nacido en Santiago de Chile y fallecido en Madrid, España. Fue hijo de Francisco de Meneses y Bravo de Saravia y de doña Isabel de Rojas-Puebla y de la Jara-Quemada. Fue gobernador de Yucatán de 1712 a 1715, sucediendo en el cargo a su hermano Fernando de Meneses y Bravo de Saravia, quien había gobernado de 1708 a 1712, ambos bajo el reinado de Felipe V de España.

## Datos históricos
Por influencias de su padre, que había sido Presidente de la Real Audiencia de Santa Fe de Bogotá, y por la fortuna que poseía la familia, los hermanos Fernando y Alonso obtuvieron el título de gobernador de Yucatán por siete años. 
Tal como lo había hecho el hermano, Alonso aprovechó el puesto para hacer innumerables negocios y enriquecerse. Se le registró como primera autoridad de la provincia de Yucatán el 1 de agosto de 1712. Al asumir el gobierno destituyó a Juan Manuel Carrillo y Albornoz como secretario de Gobernación y Guerra y vendió el puesto por 8000 pesos a Francisco Méndez. Carrillo se quejó ante la Real Audiencia de México y aun cuando obtuvo un fallo para ser repuesto en el cargo, el gobernador hizo caso omiso de la provisión y encarceló a Carrillo quien murió en prisión. Méndez pudo así gozar del cargo el resto de su vida e incluso lo transmitió en herencia a su hijo.
También aprisionó y desterró a muchos de los que habían sido enemigos políticos de su hermano Fernando, sin que mediara juicio alguno. Ejerció el poder arbitrariamente encarcelando a muchos de sus oponentes. Malversó la hacienda pública y descuidó las costas, al punto de que en 1713 la isla de Cozumel cayó en manos de los filibusteros que la convirtieron por muchos años en guarida para sus incursiones en la costa oriental de la Península de Yucatán. En 1715, al morir el Obispo Pedro de los Reyes Ríos de la Madrid, aumentó la arbitrariedad de su gobierno al desaparecer el contrapeso que representaba la presencia del clérigo, quien trató de impedir mientras vivía el despotismo de Meneses.
El 15 de diciembre de 1715 se presentó su sucesor, Juan José de Vértiz y Hontañón quien llegó con el encargo de llevarle juicio de residencia. Pero aún esto fue buraldo por Alonso Meneses al lograr que la Audiencia de México desconociera la investidura de Vértiz como juez de residencia, dándosela a un personaje Medina Chacón, amigo del exgobernante Meneses, quien pudo salir de Yucatán mediante fianza y sin perjuicio grave, para trasladarse a España en donde logró quedar impune por los abusos cometidos durante su gobierno.